# Pavonia tiliifolia
Pavonia tiliifolia är en malvaväxtart som först beskrevs av Oskar Eberhard Ulbrich, och fick sitt nu gällande namn av P.A. Fryxell. Pavonia tiliifolia ingår i släktet påfågelsmalvor, och familjen malvaväxter. Inga underarter finns listade i Catalogue of Life.